# For the Sake of Mankind
For the Sake of Mankind är debutalbumet till det norska heavy metal-bandet Artch, utgivet 1991 av skivbolaget  Metal Blade Records.

## Låtförteckning
1. "When Angels Cry" – 5:30
2. "Appologia" – 4:42
3. "Burn Down the Bridges" – 5:07
4. "Paradox" – 5:12
5. "To Whom It May Concern" – 4:19
6. "Titanic" – 4:40
7. "Confrontation" – 4:11
8. "Turn the Tables" – 4:59
9. "To Be or Not to Be" – 3:15
10. "Batteries Not Included" – 4:04
11. "Razamanaz" (Nazareth-cover) – 4:06

- Allå låtar skrivna av Artch, utan spår 11 som är skriven av Pete Agnew/Manny Charlton/Dan McCafferty/Darrell Sweet.

## Medverkande
Musiker (Artch-medlemmar)
- Eric Hawk (Eiríkur Hauksson) – sång
- Bernt Jansen – basgitarr, bakgrundssång
- Cat Andrew (Cato André Olsen) – gitarr
- Gill Niel (Geir Nilssen) – gitarr
- Jørn Jamissen – trummor

Produktion
- Artch – producent[2]